# Valea Pomilor, Sălaj
Valea Pomilor (mai demult Mocirla) este un sat în comuna Șamșud din județul Sălaj, Transilvania, România.

 Acest articol despre o localitate din județul Sălaj este deocamdată un ciot. Puteți ajuta Wikipedia prin completarea lui.

1. ↑  Decretul nr. 799/1964 privind schimbarea denumirii unor localități